# Anopheles gambiae
Anopheles gambiae ist im engeren Sinn eine einzelne Stechmückenart aus der Gattung Anopheles, Untergattung Cellia. Im weiteren Sinn fasst man eine Gruppe von sechs anhand äußerer Merkmale nicht unterscheidbaren afrikanischen Anophelesarten (Kryptospezies) als Anopheles-gambiae-Komplex zusammen. Einige Arten des Anopheles-gambiae-Komplexes zählen zu den effizientesten und damit gefährlichsten Überträgern der Malaria.

## Anopheles gambiae im engeren Sinn
Anopheles gambiae sensu stricto (im engeren Sinn) wurde um 1900 am Gambia-Fluss, etwa 150 Meilen landeinwärts, entdeckt. Bis in die 1930er Jahre konnte sich der Name An. gambiae nicht durchsetzen, es wurde weiterhin der mittlerweile als ungültig angesehene Artname Anopheles costalis Loew (1866) verwendet. Die Namen An. gracilis Dönitz (1902), An. minor Holstein (1949) und An. typicus Holstein (1949) sind weitere Synonyme.
An. gambiae ist einer der besten Vektoren für Malariaerreger. Ihr Genom wurde 2002 und nachfolgenden Jahren vollständig sequenziert. Die je zwei Autosomen und Geschlechtschromosomen enthalten, zusammen mit dem Genom des Mitochondriums, 407.600.122 Basenpaare und 12.456 Gene.

## Anopheles-gambiae-Komplex
Einige morphologisch kaum von Anopheles gambiae unterscheidbare Arten werden im Anopheles-gambiae-Komplex zusammengefasst.  Sie kommen in großen Teilen Afrikas südlich der Sahara sowie auf der Arabischen Halbinsel vor. Zu diesem Komplex werden heute sechs Arten gezählt:
- Anopheles gambiae sensu stricto Giles (1902)
- Anopheles arabiensis Patton (1905)
- Anopheles quadriannulatus Theobald (1911)
- Anopheles bwambae White (1985)
- Anopheles merus Dönitz (1902)
- Anopheles melas Theobald (1903)

Anopheles arabiensis findet sich im Jemen, in Saudi-Arabien und den trockeneren Gebieten Afrikas. Sie ist wie An. gambiae s. str. ein sehr effizienter Malariaüberträger, da sie bevorzugt beim Menschen Blut saugt.
Die Art Anopheles quadriannulatus tritt in Südafrika auf, wo sie beispielsweise im Transvaal und Witwatersrand gefunden wurde. Sie gilt als vergleichsweise ineffizienter Malariavektor, da sie häufig Tiere sticht und selten in menschlichen Behausungen anzutreffen ist.
Anopheles bwambae wurde erstmals 1945 in einem unbewohnten Urwald der Region Bwamba im Westen Ugandas gefunden.
Anopheles melas kommt an den Küsten Westafrikas vor, Anopheles merus entlang der ostafrikanischen Küsten. Beide Arten können im Salz- oder Brackwasser brüten.
Diese Arten wurden zunächst als An. gambiae sensu lato (im weiteren Sinn) zusammengefasst. Anfang der 1960er Jahre unterschied man in Spezies A (heute An. gambiae s.str) und Spezies B (heute An. arabiensis) und Spezies C (heute An. quadriannulatus). An. bwambae wurde 1972 zunächst als Spezies D bezeichnet.

## Bekämpfung in Brasilien
1930 fand der Entomologe Raymond Shannon nahe der Hafenstadt Natal im Nordosten Brasiliens Larven von Anopheles gambiae. Die Art war offenbar per Schiff aus Afrika eingeschleppt worden. Die brasilianischen Behörden ergriffen keine Maßnahmen gegen die Mücken, so dass sie sich im Nordosten Brasiliens ausbreiten konnten. Die nächsten Jahre waren recht trocken, die Bestände blieben niedrig und es traten nur vereinzelt Malariafälle auf. Im Jahre 1938 brach allerdings eine Malaria-Epidemie aus, in deren Verlauf 100 000 Menschen erkrankten, wovon 20 000 starben. Die Rockefeller-Stiftung finanzierte die Bekämpfung der eingeschleppten Anopheles gambiae unter der Leitung von Fred Lowe Soper. Etwa 4000 Helfer vergifteten die Brutstätten mit Pariser Grün oder unterbanden die Atmung der Larven, indem sie Dieselöl auf der Wasseroberfläche ausbrachten. Die Häuser und Wohnungen im Malariagebiet wurden mit Pyrethrum ausgesprüht, ebenso sämtliche Autos, Züge und Flugzeuge, die die Region verließen. Nach 22 Monaten war 1941 Anopheles gambiae in Brasilien ausgerottet.

## Schutz vor Mückenstichen
Die anthropophilen Anopheles sp. finden ihre Wirte primär durch Erkennen der CO2-Ausscheidungen der Atemluft (es genügen schon ca. 300 ml/min). Bei Windstille stechen weibliche Anopheles gambiae Nackte bevorzugt in den Bereich der Fußsohlen und Knöchel. Dies sind die Bereiche des menschlichen Körpers, auf denen Bakterien der Art Brevibacterium epidermis leben, die kurzkettige Fettsäuren produzieren und damit den charakteristischen „Käsegeruch“ erzeugen. Die Moskitos werden jedoch auch durch die Produkte der verwandten Brevibacterium linens angezogen, die für den charakteristischen Geruch von Limburger Käse verantwortlich sind. Nachgewiesenermaßen kann durch Waschen der Füße mit geruchsfreier medizinischer Seife und dem Aufstellen von Fallen auf Basis von Limburger-Geruchsstoffen die Anzahl der Stiche verringert werden.